# Кипенка
Кипенка (Лаврентьевка) — река в России, протекает по Рыбинскому району Ярославской области, впадает в Рыбинское водохранилище, правый приток Волги.
Исток реки находится в лесу на болотистом лесу в 2 км на юго-запад от деревни Раменье, к югу от участка железной дороги Тихменево-Кобостово. Длина реки около 5 км. На основном протяжении течёт на запад по лесной ненаселённой местности. На последнем километре пути по левому берегу деревня Беглецово, здесь река пересекает дорогу Николо-Корма — Глебово. Далее по левому берегу Мартынцево, а по правому Лаврентьево и за ними устье.
На плане Генерального межевания Рыбинского уезда 1792 года обозначена как речка Килинка, а в устье стояла деревня Килинка, вероятно, затопленная Рыбинским водохранилищем.